# Grace Victoria Cox
Grace Victoria Cox (* 10. März 1995 in Lexington, Kentucky) ist eine US-amerikanische Filmschauspielerin.

## Leben
Grace Victoria Cox zog mit 17 Jahren nach Los Angeles, um dort als Schauspielerin Fuß zu fassen. 2014 und 2015 war sie als „Melanie Cross“ in der SciFi-Serie Under the Dome zu sehen. 2017 spielte sie als „Charlotte“ in Folge 5 der Twin Peaks-Wiederbelebung mit. 2018 spielte sie „Veronica Sawyer“ in der Black-Comedy Heathers. 2019 verkörperte sie „Lexie Pemberton“ in der Dramaserie The Society.

## Filmografie (Auswahl)
- 2014–2015: Under the Dome (Fernsehserie, 16 Folgen)
- 2016: Manson’s Lost Girls (Fernsehfilm)
- 2016: The Archer
- 2017: Twin Peaks (Fernsehserie, Folge 1x05)
- 2018: Savage Youth
- 2018: Affairs of State
- 2018: Heathers (Fernsehserie, 10 Folgen)
- 2019: Extremely Wicked, Shockingly Evil and Vile
- 2019: The Society (Fernsehserie, 8 Folgen)
- 2019: Now Apocalypse (Fernsehserie, 2 Folgen)
- 2021: Triumph
- 2021: Magnum P.I. (Fernsehserie, Folge 3x16)